# George Grey (sciatore)
George Grey (Londra, 22 luglio 1979) è un ex fondista canadese.

## Biografia
In Coppa del Mondo esordì il 10 gennaio 2001 a Soldier Hollow (46°) e ottenne l'unico podio il 18 gennaio 2009 a Whistler (3°).
In carriera prese parte a due edizioni dei Giochi olimpici invernali, Torino 2006 (31° nella 15 km, 44° nella 50 km, 25° nell'inseguimento, 11° nella sprint a squadre, 11° nella staffetta) e Vancouver 2010 (29° nella 15 km, 18° nella sprint, 8° nell'inseguimento, 7° nella staffetta), e a cinque dei Campionati mondiali (5° nella staffetta a Liberec 2009 il miglior risultato).

## Palmarès

### Coppa del Mondo
- Miglior piazzamento in classifica generale: 85º nel 2009
- 1 podio (a squadre):
  - 1 terzo posto